# Synagoge (Zweibrücken)
Die Synagoge in Zweibrücken, einer Stadt in Rheinland-Pfalz, wurde 1877 bis 1879 erbaut und während der Novemberpogrome 1938 zerstört. Die Synagoge stand an der Ecke Wallstraße/Ritterstraße.

## Geschichte
Die Jüdische Gemeinde Zweibrücken besaß zuvor eine Synagoge am Ende der Judengasse, die 1833 eingeweiht worden war. 1871 konnte ein Bauplatz für die neue Synagoge gekauft werden. Am Eckgrundstück Wallstraße/Ritterstraße wurde sie nach Plänen des Architekten und Oberbaurats Max von Siebert aus Speyer und des Bezirksbaumeisters Rau aus Zweibrücken errichtet. Die feierliche Einweihung fand am 1. und 2. August 1879 statt.

## Architektur
Der zweigeschossige Sandsteinquaderbau besaß an den Ecken turmartige Risalite. An der Westseite befand sich über dem Portal eine Rosette. Im Innenraum gab es 150 Plätze für Männer und auf der Frauenempore waren 50 Plätze vorhanden. Zur Ausstattung gehörte auch eine Orgel.

## Zeit des Nationalsozialismus
Die Synagoge wurde während der Novemberpogrome 1938 von SS-Männern in Brand gesteckt. Die Inneneinrichtung und der Dachstuhl brannten völlig aus. Die Ruine wurde 1939 abgebrochen.

Baupläne
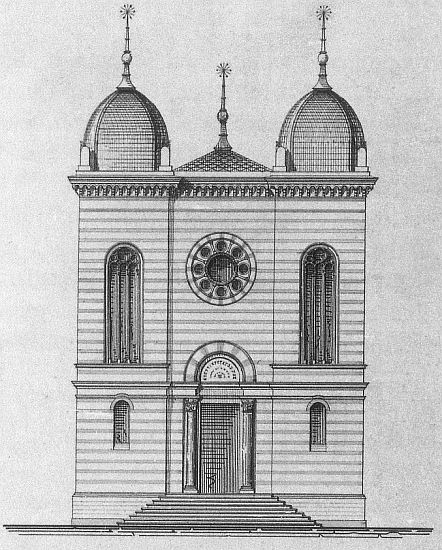
Westfassade
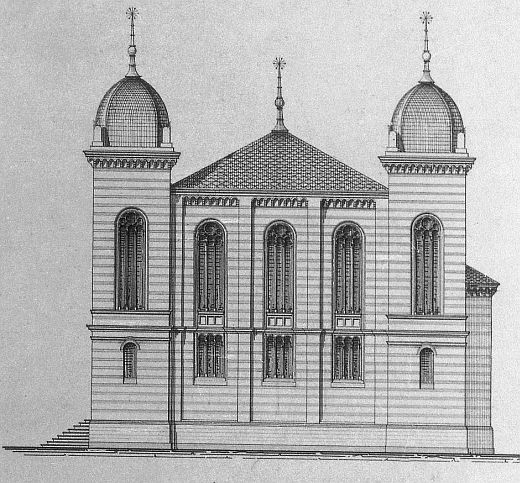
Seitliche Ansicht
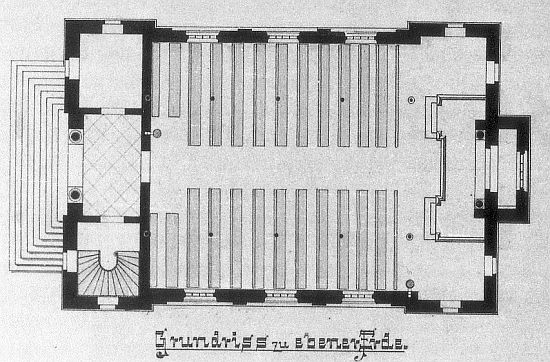
Erdgeschoss
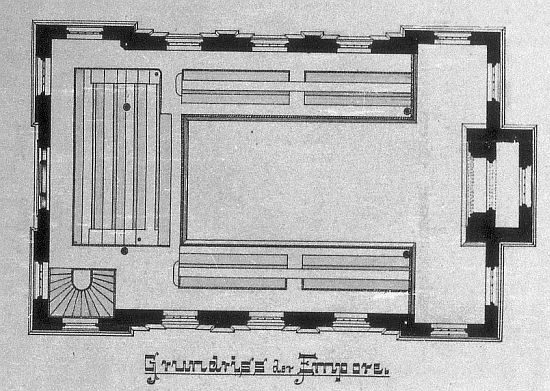
Obergeschoss mit Frauenempore